# Andréievka (Mordòvia)
|  | Per a altres significats, vegeu «Andreievka». |

Andréievka (en rus: Андреевка) és un poble de la República de Mordòvia, a Rússia, segons el cens del 2019 tenia 253 habitants, pertany al municipi de Kozlovka.